# 虎堂站
虎堂站（：／ Hodang yeok */?）是韩国铁道公社的一個已停用車站，位于庆尚北道永川市清通面虎堂里，屬於中央线。

## 历史
- 1958年1月10日：开始使用。
- 1974年8月15日：车站停用。